# خير أباد السفلي (ديباج)
خیر أباد السفلی (بالفارسية: خیرآباد سفلی) هي قرية تقع في إيران في قسم دیباج الريفي. يقدر عدد سكانها بـ 101 نسمة .